# REScoop
REScoop.eu es la federación europea de cooperativas de energía renovable, organización fundada en 2011. En marzo de 2017 tenía 33 organizaciones miembro (contando cooperativas individuales o federaciones de cooperativas) en 12 estados de Europa, representando a más de 1.250 cooperativas y 1.000.000 de ciudadanos. Su día a día es gestionado por la cooperativa belga Ecopower.
El 24 de diciembre de 2013, la federación europea de grupos y cooperativas de ciudadanos por la energía renovable (REScoop.eu) fue legalmente constituida bajo ley nacional belga con alcance europeo. Este acto legal fue un hito importado para el desarrollo de las actividades de la federación europea y constituyó la base para construir una energía renovable europea fuerte alianza cooperativa.
REScoop es un acrónimo de "Renewable Energy Source Cooperative",  Cooperativa de fuentes de energía renovable.

| Estado                           | Miembros                                                                    |
| -------------------------------- | --------------------------------------------------------------------------- |
| Alemania                         | DGRV (F) Buergerwerke                                                       |
| Bélgica                          | REScoop.Vlaanderen (F) REScoop.Wallonie (F) Courant de Air Partago Ecopower |
| Croacia                          | ZEZ                                                                         |
| Dinamarca                        | Middelgrunden                                                               |
| España                           | Union Renovables (F) Somos Movilidad Energetica Goiener Somos Energía       |
| Francia                          | Jurascic Enercoop Energie Partagée                                          |
| Grecia                           | Electra Energy Cooperative of Karditsa Sifnos Energy Cooperative            |
| Países Bajos                     | ODE Decentraal (F) De Windvogel                                             |
| Irlanda                          | Coops energy Ireland                                                        |
| Italia                           | SEV (F) Enostra Confcooperative Energía Positiva Retenergie                 |
| Reino Unido                      | Community Energy England (F) Carbon Coop Cooperative Energy Energy4Ajo      |
| Suiza                            | VESE (F)                                                                    |
| (F): Federación de cooperativas. |                                                                             |